# Geert Groote

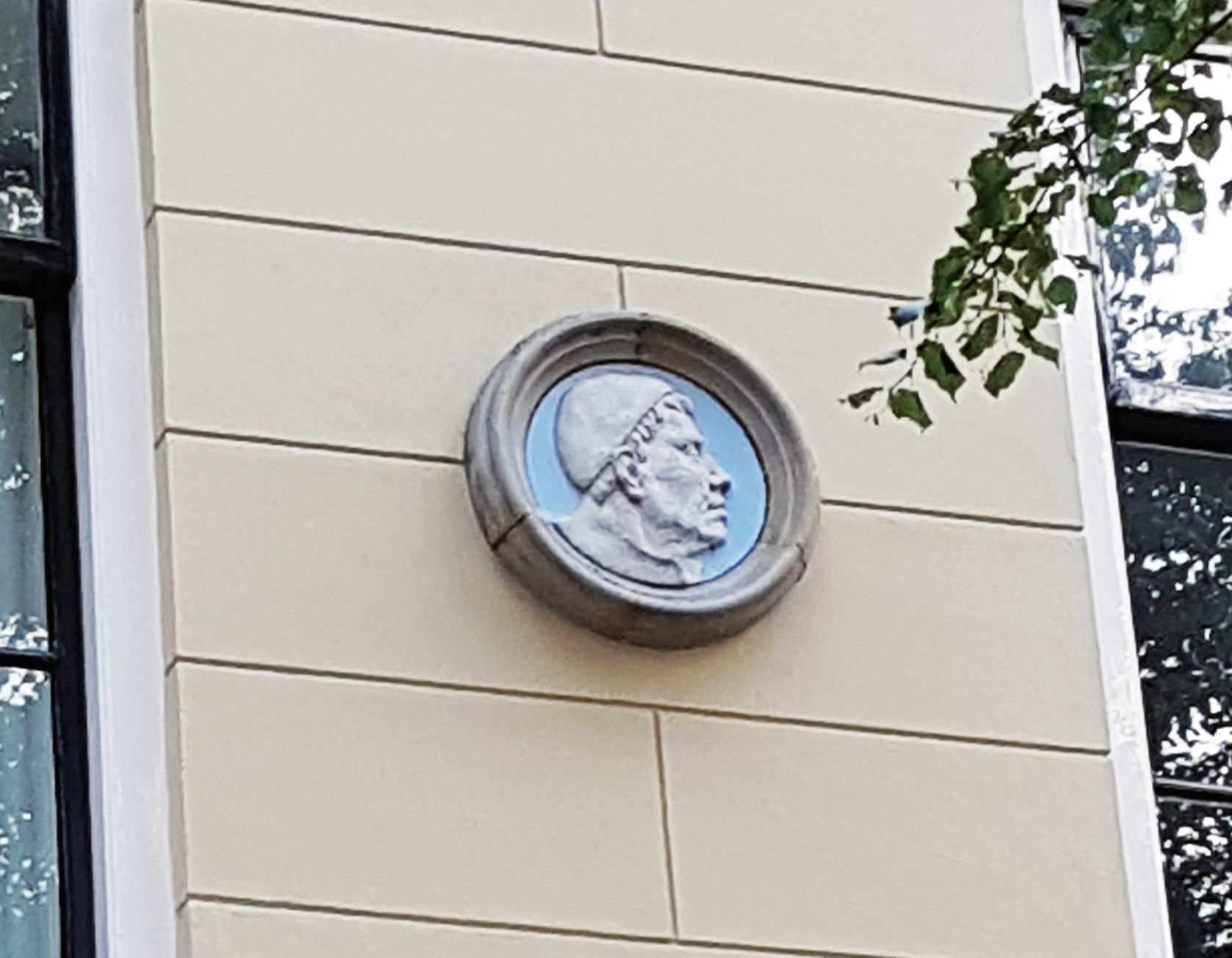
Medaljong med Grootes bild

Geert Groote, född 1340, död 1384, var en holländsk botpredikant och mystiker.
Groote var bördig från Deventer blev Groote 1358 magister i Paris och började efter en religiös krig i hemlandet predika bättring och omvändelse. Groote angrep varken kyrkan eller dogmat men företrädde en praktisk kärleksverksamhet i Jesu efterföljd. Från Groote anses den nya fromhetsriktning, som företräddes av Det gemensamma livets bröder ha utgått. Till dem som djupast påverkats av honom hör bland andra Thomas a Kempis, som också skrev en Vita Gerardi Magni.